# Nawell Madani
Nawell Madani (Watermaal-Bosvoorde, 25 oktober 1983) is een Belgische comédienne. In 2013 werd ze bij het brede publiek bekend door de Jamel Comedy Club.

## Biografie
Sinds 2011 treedt ze op als comédienne en woont sinds 2005 in Parijs.

## Prijzen en nominaties
- 2015 - Globe de Cristal voor beste onemanshow[2]

## Voorstellingen
- 2011 - Jamel Comedy Club
- 2013 - Jam'Girl Comedy
- 2013 - Algé'rire
- 2014 - C'est moi la plus belge ! (onewomanshow)
- 2015 - Algé'rire

## Films
- 2021 - 8 Rue de l'Humanité